# 地雷原 A mine field.
『地雷原 A mine field.』（じらいげん A mine field.、A mine field.）は、1992年の日本・タイ王国合作映画。原案・主演 ： 千葉真一、監督 ： 崎田憲一、カラー、90分。製作 ： ケイエスエス、ヒーロー・コミュニケーションズ。

## ストーリー
傭兵部隊の指揮官だった高木弘道は輸入雑貨の経営者に転身していた。妻子を伴い家族旅行を兼ね、タイのバンコクからチェンマイを訪れる。ここでかつての部下で政府軍の傭兵・堀田と江藤に再会。二人は高木に反政府ゲリラが敷設した地雷の探索・除去を依頼する。引退した高木は家族を連れていると断った。堀田と江藤は戦火の匂い漂う街から脱出するよう進言。高木も不穏の空気を感じ、妻子を連れてすぐに離れようとするが、かつての部下で反政府ゲリラの特務参謀・チャチャイに妻子をさらわれてしまう。チャチャイも高木の腕を必要としていた。高木は妻子を救うため、望まぬ戦場へ戻っていく。

## キャスト
- 千葉真一 ： 高木弘道

- 谷内智美 ： 高木千夏
- 塩谷庄吾 ： 江藤
- 西田真吾 ： 堀田
- スワット・アモトゥンラット[注釈 1] ：
- アンポーン・パディ[注釈 2] ：
- ナパポーン・プロダクション
- 阿部祐二 ： チャチャイ
- 左時枝 ： 高木の妻

## スタッフ
- 製作 ： 須崎一夫・末吉博彦・新田鐘太
- 総合プロデューサー ： 三浦道雄・豊田賢司
- プロデューサー ： 池田清・菅原鄕史
- 原案 ： 千葉真一
- 脚本 ： 木戸丈太郎
- 音楽 ： Tritone
- 撮影 ： 村野信明
- 照明 ： サムルング・チャンタワット
- 録音 ： 大宮健司
- 編集 ： 冨宅理一
- 美術 ： 藤原慎二
- プロダクションマネージャー ： パナワディ・ナパルトナアユデア
- コーディネーター ： 松尾伸彦
- 演出補 ： ピアサク・ウィラトラクル
- 助監督 ： 小原直樹・牛山健治・佐藤陽治
- 制作主任 ： 高橋正昭・菊川予市
- 記録 ： 黒河内美佳
- 撮影助手 ： 上赤寿一、佐々木伸敏、スージン・ママイ
- 照明助手 ： サイアム・ライト・フィルムサービス
- 録音助手 ： 小谷睦、ユッタナ・トゥサルウット
- 整音 ： 茶畑三男
- 選曲 ： 中田裕章
- 音響効果 ： 橋本正二
- 特機 ： マハンノフ・イントクリシト
- 美術デザイナー ： プリンヤ・ポンパモーン
- 装飾 ： クリアンサク・ウィルヤシリ
- 小道具 ： 中田美雪
- 特殊効果 ： サムリット・シピタクルウィライ
- 編集助手 ： 中村真理
- ネガ編集 ： FK編集
- スタイリスト ： フリサナ・トラチャイ
- メイク ： 小沢典子
- 制作助手 ： サムルイ・サンティアン
- ロケーションマネージャー ： パタコーン・チュワプラサート
- 協力 ： 映広・ハビッツ・東映化学・ナック / ARRI・日本コダック・タイ王国フィルム委員会・タイ王国軍チェンマイ支部
- 衣裳協力 ： TOKYO PHANTOM, FONTAINE, MDM TOKYO, マスダ増
- 制作協力 ： ビッグサン
- 企画製作 ： ケイエスエス、ヒーロー・コミュニケーションズ
- 監督 ： 崎田憲一